# Juntas de Ofensiva Nacional Sindicalista

Symbol der Juntas de Ofensiva Nacional Sindicalista

Die Juntas de Ofensiva Nacional Sindicalista (JONS, dt. Vereinigungen der Nationalsyndikalistischen Offensive) waren eine rechtsextreme nationalsyndikalistische politische Bewegung im Spanien der Zweiten Republik. Sie entstanden am 10. Oktober 1931 durch die Fusion der von Ramiro Ledesma angeführten Gruppe um die auf den italienischen Faschismus orientierte Zeitschrift „La Conquista del Estado“ mit der Junta Castellana de Actuación Hispánica (dt. Kastilische Vereinigung für Hispanische Aktion) von Onésimo Redondo. Die JONS waren eine kleine, radikale Organisation, die vor allem von Studenten in Madrid und Arbeitern und Bauern aus der Provinz Valladolid getragen wurde. Die JONS wurden von einem Zentral-Triumvirat bestehend aus Ledesma, Redondo und Francisco Jiménez geleitet.
Im Jahr 1933 gewannen die JONS an Anhängerschaft. Sie begannen, eine eigene, theoretisch orientierte Zeitschrift mit dem Titel JONS herauszugeben. Die JONS  engagierten sich auch in der kastilischen Gewerkschaftsbewegung. Ihr Mitglied  Gutiérrez Palma gründete 1933 eine Transportarbeitergewerkschaft in Valladolid. Noch im selben Jahr gründeten die JONS einen Bund der Landarbeitergewerkschaften, der in sechs Monaten 175 Gewerkschaftsgruppen mit insgesamt 3.000 Mitgliedern gründete. 1933 kehrte auch Ledesma aus dem politischen Exil in Portugal zurück und nahm seine publizistische Tätigkeit wieder auf.
Der Handlungsraum der JONS weitete sich auf das ganze Land aus, insbesondere auf die Städte Valencia, Granada, Valladolid und Santiago de Compostela. In Saragossa („Revolución“), Galicien („Unidad“) und Valencia („Patria Sindicalista“) gab die Bewegung Zeitschriften heraus.
Auf der Nationalversammlung der JONS, abgehalten als Geheimveranstaltung am 12. und 13. Februar 1934 in Madrid, entstand der starke Wunsch, sich mit der Falange Española von José Antonio Primo de Rivera zu vereinigen. Bald nach der Parteiversammlung, am 4. März, wurde die Vereinigung in Valladolid offiziell vollzogen. Die neue Partei erhielt den Namen Falange Española de las Juntas de Ofensiva Nacional Sindicalista (FE de las JONS).
Nach seinem Zerwürfnis mit José Antonio Primo de Rivera wurde Ledesma 1935 aus der FE de las JONS ausgeschlossen und unternahm den erfolglosen Versuch, die JONS ohne die Falange neu zu gründen. Die weit überwiegende Mehrheit der Anhänger blieb jedoch bei der Falange.